# Pradawny ląd 5: Tajemnicza wyspa
Pradawny ląd 5: Tajemnicza wyspa (ang. The Land Before Time V: The Mysterious Island) – amerykański film animowany dla dzieci.
Opowiada dalszych losach pięciu dinozaurów: Liliputa (apatozaur), Cery (triceratops), Pterusia (pteranodon), Kaczusi (zaurolof) i Szpica (stegozaur).

## Opis fabuły[1]
Wielka Dolina zostaje spustoszona przez rój żarłocznej szarańczy, która zjada całą dostępną roślinność. Dinozaury podejmują trudną decyzję o opuszczeniu bezpiecznego schronienia i wymarszu w poszukiwaniu pokarmu. W trakcie drogi dochodzi między nimi do sporów i kłótni. Niedobór żywności i wody powoduje, że stada różnych gatunków podejmują decyzję o rozdzieleniu się. Liliput i jego przyjaciele - Cera, Pteruś, Kaczusia i Szpic - postanawiają dalej trzymać się razem. Chcą na własną rękę odnaleźć miejsce zasobne w pokarm i wodę, by na powrót zjednoczyć stado. Docierają do morskiego wybrzeża, gdzie odkrywają porośniętą bujną roślinnością wyspę, do której prowadzi skalny pomost. Jednak po przekroczeniu go, potężne fale zalewają przejście, a piątka małych dinozaurów zostaje uwięziona na wyspie. Okazuje się, że zamieszkują ją groźne drapieżniki. Na szczęście Liliput spotyka tam małego tyranozaura Chapusia, swojego dawnego znajomego. Chapuś obiecuje ukrywać przybyszów przed innymi tyranozaurami.

## Obsada oryginalna
- Bradon La Croix - Liliput (głos)
- Aria Noelle Curzon - Kaczusia (głos)
- Rob Paulsen - Szpic (głos)
- Anndi McAfee - Cera (głos)
- Jeff Bennett - Pteruś / pan Clubtail (głos)
- Cannon Young - Chomper (głos)
- Christina Pickle - Elsie (głos)
- Kenneth Mars - dziadek (głos)
- Miriam Flynn - babcia (głos)
- Thomas Dekker - Liliput (głos) (partie wokalne)
- Tress MacNeille - mama Kaczusi / mama Pterusia (głos)
- John Ingle - ojciec Cery (głos) (narrator)

## Wersja polska
Opracowanie wersji polskiej: TELEWIZJA POLSKA

Reżyseria: Krystyna Kozanecka

Dialogi i tłumaczenie: Katarzyna Dziedziczak

Dźwięk i montaż: Urszula Bylica

Kierownik produkcji: Anna Jaroch

Wystąpili:
- Beata Wyrąbkiewicz - Cera
- Marek Molak - Liliput
- Jacek Bończyk - Pteruś
- Olga Bończyk - Kaczusia
- Jolanta Wołejko - Babcia Liliputa
- Paweł Szczesny - Dziadek Liliputa
- Jacek Mikołajczyk - Bron, tata Liliputa /Wielki Tatko
- Aleksander Mikołajczak - Pan Trójnóg, tata Cery
- Kajetan Lewandowski - Liliput/Skikacz
- Ewa Serwa - Mama Liliputa/Tria
- Agnieszka Kunikowska - Babcia Liliputa